# Tadeusz Socha
Tadeusz Socha, né le 15 avril 1988 à Wrocław, est un footballeur polonais. Il évolue au poste d'arrière droit avec le club d'Arka Gdynia.

## Biographie
Tadeusz Socha participe aux éliminatoires du championnat d'Europe espoirs en 2010.
Il joue plus de 100 matchs en Ekstraklasa. 
Il participe aux tours préliminaires de la Ligue des champions et de la Ligue Europa.

## Palmarès
- Champion de Pologne en 2012 avec le Śląsk Wrocław
- Champion de Pologne de D2 en 2016 avec l'Arka Gdynia
- Vainqueur de la Coupe de Pologne en 2017 avec l'Arka Gdynia
- Finaliste de la Coupe de Pologne en 2013 avec le Śląsk Wrocław
- Vainqueur de la Supercoupe de Pologne en 2012 avec le Śląsk Wrocław et en 2017 avec l'Arka Gdynia